# Mali Breg
Mali Breg – wieś w Słowenii, w gminie Slovenske Konjice. W 2018 roku liczyła 58 mieszkańców.